# Pentti Alhonen

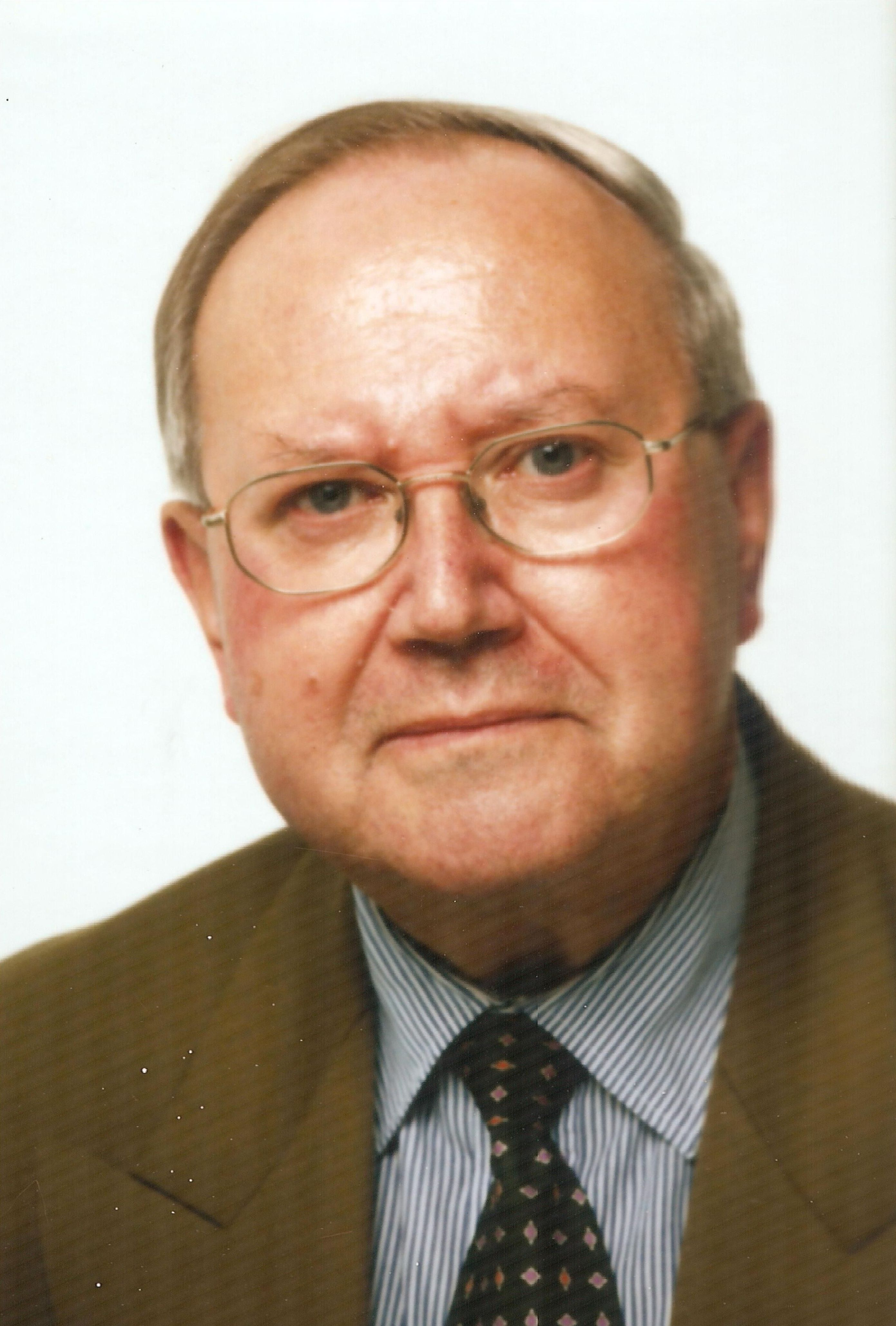
Pentti Alhonen

Pentti Kalervo Alhonen, född 26 februari 1939 i Tammerfors, död 5 oktober 2017 i Vanda, var en finländsk geolog.
Alhonen blev filosofie doktor 1969. Han var biträdande professor i geologi och paleontologi vid Helsingfors universitet 1973–1998 och professor 1998–1999 samt 1999–2001 professor i miljögeologi. Han var en pionjär i Finland inom paleolimnologin.